# Campeonato Paranaense de Futebol de 1980
O Campeonato Paranaense de 1980 foi a 66° edição do campeonato estadual do Paraná. O torneio marcou a presença de vinte equipes do estado e marcou-se como um dos mais polémicos, pois foi o único até hoje, que teve dois campeões, um da capital e outro do interior, foi também o primeiro título de uma equipe do oeste do estado, o Cascavel Esporte Clube, de Cascavel, e único da equipe do Colorado Esporte Clube. O goleador da competição foi Éverton, artilheiro do Londrina Esporte Clube, que posteriormente jogou no São Paulo Futebol Clube e Clube Atlético Mineiro, com 20 gols marcados. A média de público deste campeonato ficou em 2.369 pagantes.

## Participantes
| Equipe                             | Cidade                   | Região                            | No ano anterior                                                            | Estádio                                | Capacidade | Títulos             | Participações |
| ---------------------------------- | ------------------------ | --------------------------------- | -------------------------------------------------------------------------- | -------------------------------------- | ---------- | ------------------- | ------------- |
| Coritiba Foot Ball Club            | Curitiba                 | Região Metropolitana de Curitiba  | Campeão                                                                    | Estádio Major Antônio Couto Pereira    | 38.000     | 27 (último em 1979) | 57            |
| Clube Atlético Paranaense          | Curitiba                 | Região Metropolitana de Curitiba  | Terceiro Lugar                                                             | Estádio Joaquim Américo                | --         | 11 (último em 1970) | 47            |
| Londrina Esporte Clube             | Londrina                 | Microrregião de Londrina          | Sexto Lugar                                                                | Estádio do Café                        | 36.000     | 1 (1962)            | 10            |
| União Bandeirante Futebol Clube    | Bandeirantes             | Microrregião de Cornélio Procópio | Sétimo Lugar                                                               | Estádio Comendador Luís Meneghel       | 10.000     | 0 (não possui)      | 15            |
| Rio Branco Sport Club              | Paranaguá                | Litoral Paranaense                | Décimo Oitavo Lugar                                                        | Estradinha                             | --         | 0 (não possui)      | 25            |
| Colorado Esporte Clube             | Curitiba                 | Região Metropolitana de Curitiba  | Vice Campeão                                                               | Estádio Durival Britto e Silva         | 17.000     | 0 (não possui)      | 9             |
| Associação Atlética Iguaçu         | União da Vitória         | Microrregião de União da Vitória  | Décimo Quinto Lugar                                                        | Estádio Municipal Antiocho Pereira     | 12.000     | 0 (não possui)      | 9             |
| Umuarama Futebol Clube             | Umuarama                 | Microrregião de Umuarama          | Décimo Quarto Lugar                                                        | Estádio Municipal Lúcio Pipino         | 3.000      | 0 (não possui)      | 8             |
| Grêmio de Esportes Maringá         | Maringá                  | Microrregião de Maringá           | Quarto Lugar                                                               | Estádio Willie Davids                  | 21.600     | 3 (1963,1964,1977)  | 18            |
| Sociedade Esportiva Matsubara      | Cambará                  | Microrregião de Jacarezinho       | Quinto Lugar                                                               | Estádio Gustavo Nunes Diniz            | --         | 0 (não possui)      | 4             |
| Apucarana Atlético Clube           | Apucarana                | Microrregião de Apucarana         | Décimo Sétimo Lugar                                                        | Estádio Bom Jesus da Lapa              | 11.000     | 0 (não possui)      | 3             |
| Pato Branco Esporte Clube          | Pato Branco              | Microrregião de Pato Branco       | Clube resultado da fusão entre o Internacional e o Palmeiras               | Estádio Os Pioneiros                   | 1.500      | 0 (não possui)      | 1             |
| Operário Ferroviário Esporte Clube | Ponta Grossa             | Microrregião de Ponta Grossa      | Nono Lugar                                                                 | Estádio Germano Krüger                 | 8.620      | 0 (não possui)      | 31            |
| Toledo Futebol Clube               | Toledo                   | Microrregião de Toledo            | Oitavo Lugar                                                               | Estádio 14 de Dezembro                 | 15.280     | 0 (não possui)      | 2             |
| Guarapuava Esporte Clube           | Guarapuava               | Microrregião de Guarapuava        | Décimo Primeiro Lugar                                                      | Estádio Waldomiro Gelinski             | 7.000      | 0 (não possui)      | 2             |
| Agroceres Futebol Clube            | Santo Antônio da Platina | Microrregião de Jacarezinho       | Décimo Segundo Lugar                                                       | Estádio José Eleutério da Silva        | 6.500      | 0 (não possui)      | 2             |
| Clube Esportivo União              | Francisco Beltrão        | Microrregião de Francisco Beltrão | Vice Campeão do Campeonato Paranaense de Futebol de 1979 - Segunda Divisão | Estádio Anilado                        | 10.200     | 0 (não possui)      | 1             |
| Cascavel Esporte Clube             | Cascavel                 | Microrregião de Cascavel          | Campeão do Campeonato Paranaense de Futebol de 1979 - Segunda Divisão      | Ninho da Cobra                         | --         | 0 (não possui)      | 1             |
| Pinheiros                          | Curitiba                 | Região Metropolitana de Curitiba  | Não Participou                                                             | Estádio Érton Coelho de Queiroz        | 10.000     | 0 (não possui)      | 8             |
| Atlético Clube Paranavaí           | Paranavaí                | Microrregião de Paranavaí         | Não Participou                                                             | Estádio Municipal Dr. Waldemiro Wagner | 25.000     | 0 (não possui)      | 16            |

## Classificação
- 1° Colorado
- 1° Cascavel
- 2° Londrina
- 3° Pinheiros
- 4° Coritiba
- 5° Grêmio Maringá
- 6° União Bandeirante
- 7° Toledo FC
- 8° Pato Branco
- 9° Atlético-PR
- 10° União Beltrão
- 11° Matsubara
- 12° Guarapuava
- 13° Operário
- 14° Umuarama
- 15° Iguaçu
- 16° Rio Branco
- 17° ACP
- 18° Agroceres
- 19° Apucarana

## Regulamento
O Campeonato Paranaense de 1980 teve a primeira fase disputada por vinte equipes em turno único, os oito melhores colocados avançariam para a Segunda Fase.
Na Segunda Fase, foi um octogonal em turno e returno e os quatro melhores chegariam na Terceira Fase.
A Fase Final, foi um Quadrangular final, onde o melhor sagraria-se o campeão de 1980.

## Final
A final do campeonato de 1980 ocorreu na tarde de 30 de novembro de 1980 (domingo) na Vila Capanema com um público total de 9.340 espectadores que presenciaram uma partida "histórica" pelo seu resultado final (a fase final contou com: Colorado, Pinheiros, Londrina e Cascavel). No jogo entre o Colorado (Boca Negra) e Cascavel (Cobra) não houve o apito final, pois o árbitro Tito Rodrigues determinou o encerramento da partida no inicio do segundo tempo porque o time do interior ficou com seis jogadores em campo, sendo duas expulsões e três lesões, quando o placar era de 2 a 0 para o clube da capital. O Colorado, para sagrar-se campeão necessitava fazer 5 gols de diferença nesta partida e após marcar o segundo "tento", jogadores do Cascavel começaram a cair, alegando contusão. A partida ficou sub judice e no dia 12 de dezembro a Federação Paranaense de Futebol determinou a divisão do título entre as duas equipes, fato inédito e único no Paraná.

## Campeões
| Campeão Paranaense de 1980       |
| -------------------------------- |
| Colorado Esporte Clube 1° Título |

| Campeão Paranaense de 1980       |
| -------------------------------- |
| Cascavel Esporte Clube 1° Título |